# Winter World University Games 2025/Teilnehmer (Georgien)
| Gelbes Symbol für Goldmedaillen mit stilisierten Olympischen Ringen | Graues Symbol für Silbermedaillen mit stilisierten Olympischen Ringen | Braundes Symbol für Bronzemedaillen mit stilisierten Olympischen Ringen |
| ------------------------------------------------------------------- | --------------------------------------------------------------------- | ----------------------------------------------------------------------- |
| —                                                                   | —                                                                     | —                                                                       |

Georgien nahm mit 4 Athleten an den Winter World University Games 2025 in Turin teil.

## Teilnehmer nach Sportarten

### Freestyle-Skiing
| Athleten             | Wettbewerbe | Platzierungsrunde | Platzierungsrunde | Vorläufe | Vorläufe | Halbfinale    | Finale              | Rang |
| Athleten             | Wettbewerbe | Zeit              | Rang              | Punkte   | Rang     | Rang          | Rang                | Rang |
| -------------------- | ----------- | ----------------- | ----------------- | -------- | -------- | ------------- | ------------------- | ---- |
| Männer               |             |                   |                   |          |          |               |                     |      |
| Beka Berdsenischwili | Skicross    | 34,46 s           | 10                | 12       | 9        | ausgeschieden | ausgeschieden       | 9    |
| Lascha Kurtanidse    | Skicross    | 34,07 s           | 7                 | 17       | 3        | 3             | Kleines Finale: DNF | 8    |

### Ski Alpin
| Athleten         | Wettbewerbe  | 1. Lauf     | 1. Lauf | 2. Lauf     | 2. Lauf | Gesamt      | Gesamt |
| Athleten         | Wettbewerbe  | Zeit        | Rang    | Zeit        | Rang    | Zeit        | Rang   |
| ---------------- | ------------ | ----------- | ------- | ----------- | ------- | ----------- | ------ |
| Männer           |              |             |         |             |         |             |        |
| Luka Butschukuri | Riesenslalom | 1:08,04 min | 70      | 1:09,79 min | 65      | 2:17,83 min | 64     |
| Luka Butschukuri | Slalom       | 46,63 s     | 48      | 44,81 s     | 37      | 1:31,44 min | 37     |
| Lewani Nasgaidse | Riesenslalom | 1:09,10 min | 74      | 1:10,52 min | 66      | 2:19,62 min | 66     |
| Lewani Nasgaidse | Slalom       | 48,77 s     | 52      | 46,52 s     | 40      | 1:35,29 min | 39     |